# Chaetodontoplus mesoleucus
Chaetodontoplus mesoleucus là một loài cá biển thuộc chi Chaetodontoplus trong họ Cá bướm gai. Loài này được mô tả lần đầu tiên vào năm 1787.

## Từ nguyên
Từ định danh của loài được ghép bởi hai từ trong tiếng Hy Lạp cổ đại, là mesos ("chính giữa") và leucos ("màu trắng"), hàm ý đề cập đến vùng màu trắng xám ở thân trước của loài này.

## Phạm vi phân bố và môi trường sống
C. mesoleucus có phạm vi phân bố trải dài trên khắp vùng biển các nước Đông Nam Á, về phía nam tới Bắc Úc, phía đông giới hạn đến bán đảo Đầu Chim, ngược lên phía bắc đến đảo Đài Loan và vùng biển Nam Nhật Bản (bao gồm quần đảo Ryukyu).
Loài này sống tập trung gần các rạn san hô ven bờ và trong các đầm phá ở độ sâu đến ít nhất là 20 m.

## Mô tả
C. mesoleucus có chiều dài cơ thể tối đa được biết đến là 18 cm. Loài này có thân trước màu xám nhạt, chuyển dần sang màu nâu sẫm ở thân sau và màu vàng nhạt ở đầu. Thân sau có những vệt đốm trắng, hợp lại thành hàng ở thân trước. Mõm màu vàng tươi; môi màu xanh lam. Đầu có dải sọc đen băng qua mắt. Vây hậu môn và vây lưng tiệp màu với vùng thân gần đó, viền xanh óng (1–2 gai vây lưng đầu tiên và màng vây của chúng có màu vàng). Vây đuôi màu vàng. Vây bụng và vây ngực màu trắng xám.
Chaetodontoplus poliourus là loài mà trước đây được xem là một biến thể màu sắc của C. mesoleucus. C. poliourus có đuôi màu xám với dải vàng ở gần rìa và vây bụng vàng tươi. Cả hai loài đều có cùng phạm vi phân bố ở một số nhóm đảo của Indonesia, như tại quần đảo Sunda Nhỏ, quần đảo Maluku và bán đảo Đầu Chim.
Số gai vây lưng: 13; Số tia vây ở vây lưng: 16–18; Số gai vây hậu môn: 3; Số tia vây ở vây hậu môn: 16–18; Số tia vây ở vây ngực: 15–16.

## Sinh thái
Thức ăn của C. mesoleucus bao gồm tảo, hải miên (bọt biển) và những loài thuộc phân ngành Sống đuôi. Chúng có thể sống đơn độc, bơi theo cặp hoặc hợp thành những nhóm nhỏ.
C. mesoleucus là một loài cá cảnh thường được xuất khẩu trong ngành buôn bán cá cảnh.